# کانزاس (فیلم)
کانزاس (انگلیسی: Kansas) یک فیلم است که در سال ۱۹۸۸ منتشر شد. از بازیگران آن می‌توان به مت دیلون، اندرو مک‌کارتی، لسلی هوپ، و کیرا سجویک اشاره کرد.